# European Silver League maschile 2018
L'European Silver League 2018 si è svolta dal 19 maggio al 16 giugno 2018: al torneo hanno partecipato otto squadre nazionali europee e la vittoria finale è andata per la prima volta alla Croazia.

## Regolamento

### Formula
La formula ha previsto:
- Fase a gironi, disputata con girone all'italiana, con gare di andata e ritorno: la prima classificata di ogni girone, la migliore seconda classificata e la squadra del paese organizzatore (nel caso in cui sia stata tra le prime due opzioni, si è qualificata la seconda migliore seconda classificata) hanno acceduto alla fase finale.
- Fase finale, disputata con semifinali, finale per il terzo posto e finale: la vincitrice è promossa alla European Golden League 2019.

### Criteri di classifica
Se il risultato finale è stato di 3-0 o 3-1 sono stati assegnati 3 punti alla squadra vincente e 0 a quella sconfitta, se il risultato finale è stato di 3-2 sono stati assegnati 2 punti alla squadra vincente e 1 a quella sconfitta.
L'ordine del posizionamento in classifica è stato definito in base a:
- Numero di partite vinte;
- Punti;
- Ratio dei set vinti/persi;
- Ratio dei punti realizzati/subiti;
- Risultati degli scontri diretti.

## Squadre partecipanti
| Squadra     | Qualificazione | Ultima partecipazione |
| ----------- | -------------- | --------------------- |
| Albania     | Wild card      | Debutto               |
| Austria     | Wild card      | Debutto               |
| Bielorussia | Wild card      | Debutto               |
| Croazia     | Wild card      | Debutto               |
| Kosovo      | Wild card      | Debutto               |
| Lettonia    | Wild card      | Debutto               |
| Macedonia   | Wild card      | Debutto               |
| Ungheria    | Wild card      | Debutto               |

## Torneo

### Fase a gironi
| Girone A  | Girone B    |
| --------- | ----------- |
| Austria   | Albania     |
| Kosovo    | Bielorussia |
| Lettonia  | Croazia     |
| Macedonia | Ungheria    |

#### Girone A

##### Risultati
| 6 giugno 2018 SRC Kale, Skopje Durata: 1h:05 - Spettatori: 525                         | Macedonia | 3 - 0 | Kosovo    | 25-17, 25-10, 25-21               |
| 19 maggio 2018 Sportpark Klagenfurt, Klagenfurt Durata: 1h:39 - Spettatori: 584        | Austria   | 1 - 3 | Lettonia  | 21-25, 25-21, 17-25, 22-25        |
| 23 maggio 2018 Daugavpils Olympic Centre, Daugavpils Durata: 1h:13 - Spettatori: 650   | Lettonia  | 3 - 0 | Macedonia | 25-17, 25-16, 25-19               |
| 23 maggio 2018 Palestra Selishta - Petriti, Gjilan Durata: 1h:06 - Spettatori: 50      | Kosovo    | 0 - 3 | Austria   | 18-25, 12-25, 17-25               |
| 27 maggio 2018 SRC Kale, Skopje Durata: 1h:55 - Spettatori: 500                        | Macedonia | 1 - 3 | Austria   | 18-25, 25-22, 20-25, 31-33        |
| 26 maggio 2018 Daugavpils Olympic Centre, Daugavpils Durata: 0h:59 - Spettatori: 600   | Lettonia  | 3 - 0 | Kosovo    | 25-12, 25-8, 25-14                |
| 30 maggio 2018 Pallati i Rinisë dhe Sporteve, Pristina Durata: 1h:12 - Spettatori: 350 | Kosovo    | 0 - 3 | Lettonia  | 21-25, 9-25, 20-25                |
| 30 maggio 2018 Johann-Pölz-Halle, Amstetten Durata: 1h:50 - Spettatori: 700            | Austria   | 3 - 1 | Macedonia | 25-20, 23-25, 26-24, 25-20        |
| 3 giugno 2018 SRC Kale, Skopje Durata: 1h:19 - Spettatori: 500                         | Macedonia | 0 - 3 | Lettonia  | 26-28, 27-29, 17-25               |
| 2 giugno 2018 Sporthalle Enns, Enns Durata: 1h:02 - Spettatori: 800                    | Austria   | 3 - 0 | Kosovo    | 25-11, 25-12, 25-20               |
| 20 maggio 2018 Palestra Bill Clinton, Ferizaj Durata: 1h:32 - Spettatori: 300          | Kosovo    | 1 - 3 | Macedonia | 25-20, 16-25, 17-25, 14-25        |
| 6 giugno 2018 Zemgales Olympic Centre, Jelgava Durata: ? - Spettatori: 1 200           | Lettonia  | 3 - 2 | Austria   | 25-23, 25-20, 20-25, 23-25, 15-13 |

##### Classifica
| Pos. | Squadra   | Pt | G | V | P | SV | SP | Ratio | PF  | PS  | Ratio |
| ---- | --------- | -- | - | - | - | -- | -- | ----- | --- | --- | ----- |
| 1.   | Lettonia  | 17 | 6 | 6 | 0 | 18 | 3  | 6,000 | 511 | 397 | 1,287 |
| 2.   | Austria   | 13 | 6 | 4 | 2 | 15 | 8  | 1,875 | 545 | 477 | 1,142 |
| 3.   | Macedonia | 6  | 6 | 2 | 4 | 8  | 13 | 0,615 | 475 | 481 | 0,987 |
| 4.   | Kosovo    | 0  | 6 | 0 | 6 | 1  | 18 | 0,055 | 294 | 470 | 0,625 |

      Qualificata alle semifinali.

#### Girone B

##### Risultati
| 20 maggio 2018 Čyžoŭka-Arena, Minsk Durata: 1h:21 - Spettatori: 950                  | Bielorussia | 3 - 0 | Albania     | 25-23, 25-23, 25-21               |
| 19 maggio 2018 Dvorana Gripe, Spalato Durata: 1h:09 - Spettatori: 350                | Croazia     | 3 - 0 | Ungheria    | 25-12, 25-16, 25-14               |
| 23 maggio 2018 Čyžoŭka-Arena, Minsk Durata: 1h:51 - Spettatori: 1 100                | Bielorussia | 1 - 3 | Croazia     | 25-21, 17-25, 19-25, 20-25        |
| 23 maggio 2018 Egyetem Sportcsarnok, Budapest Durata: 1h:47 - Spettatori: 500        | Ungheria    | 1 - 3 | Albania     | 25-22, 21-25, 21-25, 23-25        |
| 26 maggio 2018 Čyžoŭka-Arena, Minsk Durata: 1h:07 - Spettatori: 960                  | Bielorussia | 3 - 0 | Ungheria    | 25-17, 25-18, 25-15               |
| 26 maggio 2018 Dvorana Gripe, Spalato Durata: 1h:17 - Spettatori: 170                | Croazia     | 3 - 0 | Albania     | 25-15, 25-23, 25-21               |
| 30 maggio 2018 Parku Olimpik Feti Borova, Tirana Durata: 1h:14 - Spettatori: 300     | Albania     | 0 - 3 | Bielorussia | 17-25, 22-25, 14-25               |
| 30 maggio 2018 Don Bosco Sportközpont, Kazincbarcika Durata: 1h:09 - Spettatori: 550 | Ungheria    | 0 - 3 | Croazia     | 17-29, 19-25, 18-25               |
| 2 giugno 2018 Dvorana Gripe, Spalato Durata: 1h:40 - Spettatori: 200                 | Croazia     | 1 - 3 | Bielorussia | 25-18, 17-25, 16-25, 21-25        |
| 2 giugno 2018 Parku Olimpik Feti Borova, Tirana Durata: 2h:23 - Spettatori: 150      | Albania     | 2 - 3 | Ungheria    | 26-28, 19-25, 25-21, 29-27, 9-15  |
| 6 giugno 2018 Érd Aréna, Érd Durata: 1h:11 - Spettatori: 600                         | Ungheria    | 0 - 3 | Bielorussia | 16-25, 12-25, 17-25               |
| 6 giugno 2018 Parku Olimpik Feti Borova, Tirana Durata: 1h:56 - Spettatori: 220      | Albania     | 2 - 3 | Croazia     | 11-25, 18-25, 29-27, 25-21, 11-15 |

##### Classifica
| Pos. | Squadra     | Pt | G | V | P | SV | SP | Ratio | PF  | PS  | Ratio |
| ---- | ----------- | -- | - | - | - | -- | -- | ----- | --- | --- | ----- |
| 1.   | Bielorussia | 15 | 6 | 5 | 1 | 16 | 4  | 4,000 | 474 | 390 | 1,215 |
| 2.   | Croazia     | 14 | 6 | 5 | 1 | 16 | 6  | 2,666 | 513 | 423 | 1,212 |
| 3.   | Albania     | 5  | 6 | 1 | 5 | 7  | 16 | 0,437 | 478 | 544 | 0,878 |
| 4.   | Ungheria    | 2  | 6 | 1 | 5 | 4  | 17 | 0,235 | 397 | 505 | 0,786 |

      Qualificata alle semifinali.

### Fase finale
|  | Semifinali | Semifinali  | Semifinali |                 |    | Finale      | Finale    | Finale |
|  |            |             |            |                 |    |             |           |        |
|  | 1B         | Bielorussia | 3          |                 |    |             |           |        |
|  | 1B         | Bielorussia | 3          |                 |    |             |           |        |
|  | 1A         | Lettonia    | 0          |                 |    |             |           |        |
|  | 1A         | Lettonia    | 0          |                 | 1B | Bielorussia | 1         |        |
|  |            |             |            |                 | 1B | Bielorussia | 1         |        |
|  |            |             |            |                 |    | 2B          | Croazia   | 3      |
|  | 2B         | Croazia     | 3          |                 |    | 2B          | Croazia   | 3      |
|  | 2B         | Croazia     | 3          |                 |    |             |           |        |
|  | 3A         | Macedonia   | 2          |                 |    |             |           |        |
|  | 3A         | Macedonia   | 2          | Finale 3° posto |    |             |           |        |
|  |            |             |            |                 |    |             |           |        |
|  |            |             |            |                 |    | 1A          | Lettonia  | 3      |
|  |            |             |            |                 |    | 1A          | Lettonia  | 3      |
|  |            |             |            |                 |    | 3A          | Macedonia | 1      |

#### Semifinali
| 15 giugno 2018 SRC Kale, Skopje Durata: 1h:26 - Spettatori: 100   | Bielorussia | 3 - 0 | Lettonia  | 25-18, 25-22, 25-15              |
| 15 giugno 2018 SRC Kale, Skopje Durata: 2h:16 - Spettatori: 1 100 | Croazia     | 3 - 2 | Macedonia | 21-25, 22-25, 25-22, 25-20, 15-9 |

#### Finale 3º posto
| 16 giugno 2018 SRC Kale, Skopje Durata: 1h:43 - Spettatori: 113 | Lettonia | 3 - 1 | Macedonia | 25-20, 25-16, 23-25, 28-26 |

#### Finale
| 16 giugno 2018 SRC Kale, Skopje Durata: 1h:55 - Spettatori: 100 | Bielorussia | 1 - 3 | Croazia | 16-25, 25-20, 24-26, 23-25 |

## Classifica finale
| Pos | Squadra     | Rosa |
| --- | ----------- | --- |
|     | Croazia     | Formazione: 1 Zhukouski, 2 Đirlić, 3 Galić, 4 Giljanović, 7 Sedlaček, 9 Đukić, 10 Šestan, 11 Višić, 12 Peterlin, 13 Pervan, 16 Andrić, 17 Mihalj, 18 Perić, 19 Smiljanić, CT: Rančić                                       |
|     | Bielorussia | Formazione: 1 Radziuk, 2 Audochanka, 3 Udrys, 5 Busel, 7 Khmialeuski, 8 Shmat, 9 Aplevich, 11 Zabarouski, 13 Burau, 14 Pranko, 17 Miskevič, 18 Budziukhin, 19 Tsiushkevich, 21 Kurash, 22 Davyskiba, CT: Bekša             |
|     | Lettonia    | Formazione: 1 Ivanovs, 3 Vanags, 4 Svans, 5 Pekmans, 6 Cimoška, 7 Saušs, 8 Kudrjašovs, 10 Abolins, 11 Petrovs, 12 Buivids, 13 Skrūders, 14 Zavorotnijs, 15 Šimanskis, 16 Sorokins, 17 Ozoliņš, CT: Keel                    |
| 4   | Macedonia   | Formazione: 1 Angelovski, 2 Ǵ. Ǵorǵiev, 4 N. Ǵorǵiev, 5 Milev, 6 Stojanov, 7 Nakov, 8 Ljaftov, 9 Urdov, 10 Šulajkovski, 12 Nikolovski, 13 Ǵuzelov, 14 Andonov, 15 Madžunkov, 16 Iliev, 17 Stošiḱ, 18 Mihailov, CT: Travica |
| 5   | Austria     | Formazione: 1 Kroiss, 3 Wohlfahrtstätter, 4 Kronthaler, 5 Tröthann, 6 Menner, 7 Rössl, 8 Tusch, 12 A. Berger, 13 Thaller, 14 Ringseis, 15 Grabmüller, 16 Steiner, 17 Jurkovics, 18 Buchegger, 19 Schmiedbauer, CT: Warm    |
| 6   | Albania     | Formazione: 2 Kola, 3 Gjoklaj, 4 Koçi, 7 Arapi, 8 Husaj, 9 Malaj, 10 Qepa, 12 Kula, 14 Qafarena, 15 Çullhaj, 16 Baruti, 19 Gaxiri, 20 Bërdufi, 22 Deliu, CT: Melkas                                                        |
| 7   | Ungheria    | Formazione: 1 Szabó, 3 Nagy, 4 Bozóki, 5 Pápai, 6 Magyar, 7 Banai, 9 Keen, 10 Kaszap, 13 Dávid, 14 Pádár, 15 Blázsovics, 16 Deák, 17 Kalmár, 18 Bögöly, 20 Gebhardt, 21 Bene, 22 Krupánszki, CT: Tanase                    |
| 8   | Kosovo      | Formazione: 1 Bajraktari, 2 Arapi, 3 Rexhepi, 5 Ismajli, 6 Bytyçi, 7 Kalludra, 8 Husaj, 9 Pllana, 10 Berisha, 11 Demi, 12 Bytyqi, 13 Shabani, 14 Lajqi, 15 Pllana, 16 Buzuku, CT: Gjinovci                                 |

|  | Promossa in European Golden League 2019 |

## Premi individuali
| Premio                | Nome             | Squadra     |
| --------------------- | ---------------- | ----------- |
| MVP                   | Leo Andrić       | Croazia     |
| Miglior palleggiatore | Deniss Petrovs   | Lettonia    |
| Miglior opposto       | Leo Andrić       | Croazia     |
| Miglior schiacciatore | Andrei Radziuk   | Bielorussia |
| Miglior schiacciatore | Danijel Galić    | Croazia     |
| Miglior centrale      | Siarhei Busel    | Bielorussia |
| Miglior centrale      | Ivan Mihalj      | Croazia     |
| Miglior libero        | Darko Angelovski | Macedonia   |